# Leteča podmornica
Leteča podmornica je zrakoplov oziroma plovilo, ki lahko leti po zraku in pluje pod vodo. Letečo podmornico so razvijali v Sovjetski zvezi med 2. svetovno vojno, projekt je vodil Boris Ušakov. Imela naj bi potovalno hitrost 150 vozlov v zraku in 3 vozle pod vodo. Leta 1947 so izvedli prve teste, vendar so kasneje leta 1953 po ukazu Nikite Hruščova projekt preklicali. 
Leta 1961 je Donald Reid dizajniral in zgradili enosedežno Reid Flying Submarine 1 - RFS-1.Imel je 65 konjski motor za letenje in 1 konjski električni motor za plovbo pod vodo.
Težave so, ker letalski motor potrebuje zrak in tako ne more delovati pod vodo. Prav tako krila povzročajo velik vodni upor, ko pluje pod vodo. Problem je tudi tesnenje celotnega plovila.
Leta 2008 je Defense Advanced Research Projects Agency oznanila razvoj novih letečih podmornic.